# Stjepan Gračan
Stjepan Gračan (Prugovac, 28. veljače 1941. – Zagreb, 6. veljače 2022.), hrvatski kipar.

## Životopis
Nakon prekinutog studija na Filozofskom fakultetu u Zagrebu (1961. – 1963.) upisuje Akademiju likovnih umjetnosti, smjer kiparstva. Diplomirao je 1968. u klasi prof. Antuna Augustinčića, a postdiplomski studij 1969. Suradnikom je Majstorske radionice A. Augustinčića od 1969. do 1971., te suosnivač i član likovne galerije te kasnije i umjetničke skupine Biafra (1970. – 1978). Od 1988. profesor je na Akademiji likovnih umjetnosti u Zagrebu.

## Galerija
- Spomenik Vladimiru Nazoru, Zagreb 1971.[4]
- Spomenik Augustu Cesarcu u Osijeku
- Bista Augusta Cesarca, Zagreb 1979.
- Spomenik Đuri Đakoviću, Brodski Varoš 1982.
- Spomenik Mariji Jurić Zagorki, Zagreb 1990.
- Kumica Barica, Zagreb, tržnica Dolac 2006.

## Vanjske poveznice
- LZMK / Hrvatska enciklopedija: Gračan, Stjepan
- Podravske širine – Kipar Stjepan Gračan (1941. – 2022.)
- HRT Magazin – U 82. godini preminuo hrvatski kipar Stjepan Gračan